# 苏额瓢蜡蝉属
苏额瓢蜡蝉属（学名：Tetricodissus）是瓢蜡蝉科下的一个属。

## 下属物种
本属包括以下物种：
- 环线苏额瓢蜡蝉 Tetricodissus pandlineus Wang, Bourgoin & Zhang, 2015